# González (Messico)
González è una municipalità dello stato di Tamaulipas, nel Messico centrale, capoluogo della omonima municipalità.

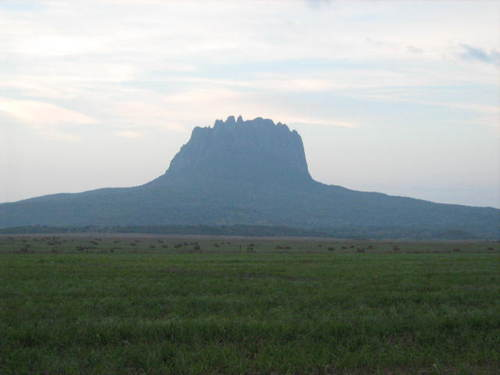
Il Cerro del Bernal si trova nella municipalità di González.

Conta 43.435 abitanti (2010) e ha una estensione di 3.236,46 km².
Il paese deve il suo nome al generale Manuel González Aldama.